# Decazes de Glücksbierg
Decazes de Glücksbierg is de naam van een Franse familie, die sinds 1815 Frans graaf, vanaf 1818 Deens hertog en vanaf 1820 Frans hertog als titels draagt.

## Geschiedenis
Élie Decazes (1780-1860) was een royalist en aanhanger van koning Lodewijk XVIII. In 1815 werd hij minister en in 1819 voorzitter van de ministerraad. Hij was intussen op 27 januari 1815 verheven tot Frans graaf (diploma 31 januari 1817). Op 14 juni 1818 (diploma 12 juli 1818) was hij verheven tot Deens hertog van Glücksbierg. Op 20 februari 1820 (diploma 30 april 1820 en 9 maart 1826) werd hij verheven tot Frans hertog Decazes. Al deze titels werden verleend met overgang bij eerstgeboorte.
Decazes werd zo de stamvader van de nog steeds voortlevende hertogen Decazes, tevens hertogen van Glücksbierg.

## Opeenvolgende hertogen
1. 1820-1860 : Élie Decazes (1780-1860), graaf Decazes (1815), daarna 1e hertog Decazes (1820) en 1e hertog van Glücksbierg (1818)
2. 1860-1886 : Louis Decazes (1819-1886), 2e hertog Decazes en 2e hertog van Glücksbierg, zoon van voorgaande
3. 1886-1912 : Jean Élie Octave Louis Sévère Amanieu Decazes (1864-1912), 3e hertog Decazes en 3e hertog van Glücksbierg, zoon van voorgaande
4. 1912-1941 : Louis Jean Victor Sévère Decazes (1889-1941), 4e hertog Decazes en 4e hertog van Glücksbierg, zoon van voorgaande
5. 1941-2011 : Élie Ludovic Henri Christian Decazes (1914-2011), 5e hertog Decazes en 5e hertog van Glücksbierg, zoon van voorgaande
6. Sinds 2011 : Louis Frédéric René Marie Édouard Decazes (1946), 6e hertog Decazes en 6e hertog van Glücksbierg, zoon van voorgaande